# Barken Sydkorset
Barken Sydkorset er en amerikansk stumfilm fra 1920 af Rex Ingram.

## Medvirkende
- Elmo Lincoln som Yank Barstow
- Harry von Meter som Vance Clayton
- Mabel Ballin som Helen Clayton
- Nancy Caswell som Peg Clayton
- Frank Brownlee som Sight Burke
- Paul Weigel som Plum Duff Hargis
- Dick La Reno
- Noble Johnson som Baltimore Bucko
- Beatrice Dominguez som Island Girl
- Ethel Irving